# Augustinerinnen

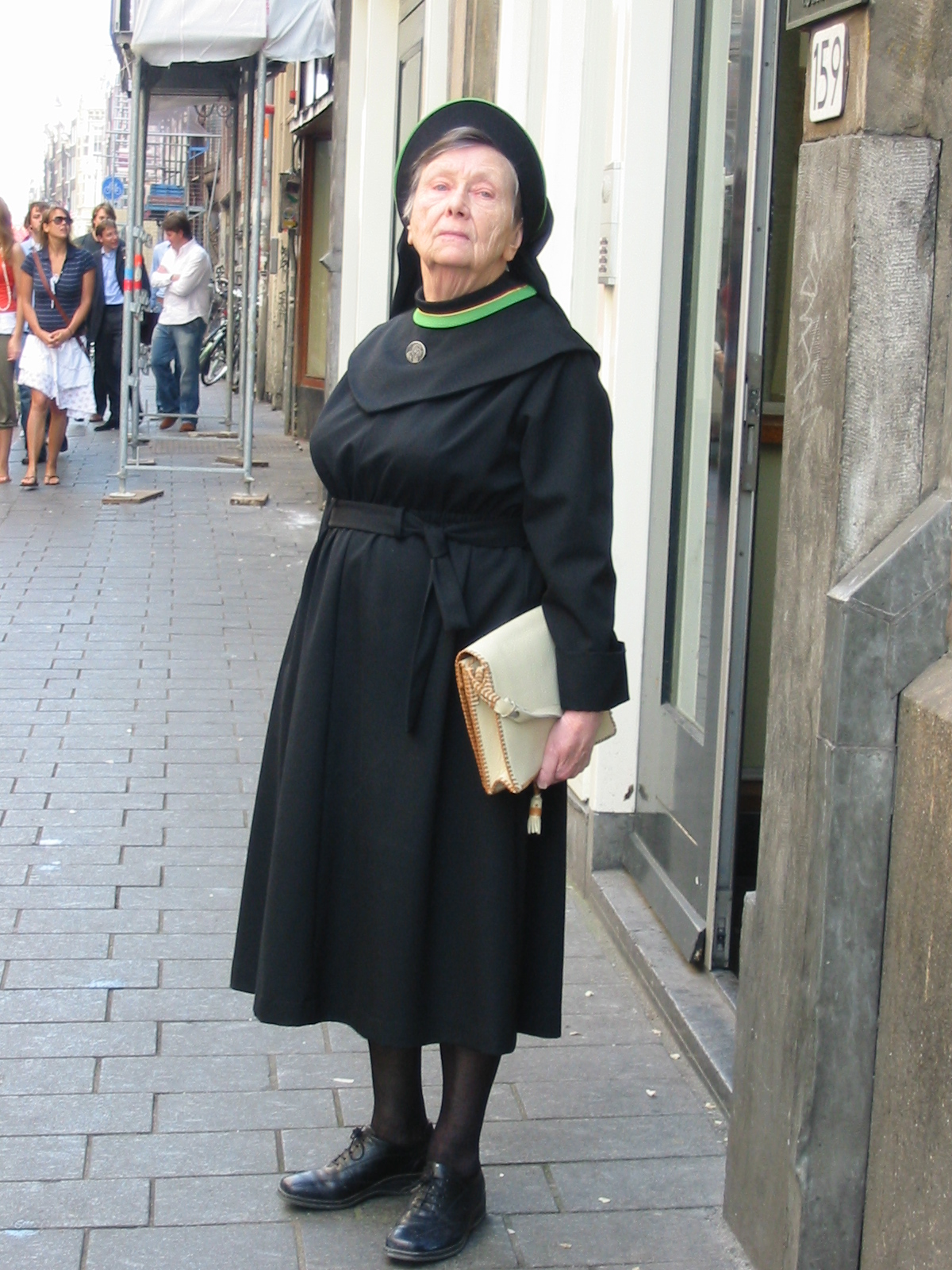
Augustinerin in Amsterdam

Augustinerinnen ist eine Sammelbezeichnung für verschiedene Orden oder Kongregationen für Nonnen bzw. Ordensschwestern, die nach der Regel des hl. Augustinus leben. Ihre Mitglieder leisten einfache oder feierliche Gelübde.

## Augustinerinnen mit feierlichen Gelübden
- Augustiner-Chorfrauen (CRSA)
- Augustiner-Eremitinnen

## Kongregationen mit einfachen Gelübden
Diese Kongregationen sind zum Teil dem Augustinerorden OSA als Dritter Orden (Tertiaren) angegliedert.
- Cellitinnen
- Hedwigschwestern
- Ritaschwestern
- Barmherzige Schwestern nach der Regel des hl. Augustinus in Neuss („Neusser Augustinerinnen“)
- Christenserinnen in Stolberg
- Zwartzusters in Belgien
- Augustinerinnen von der Barmherzigkeit in Delft
- Augustiner-Hospitalschwestern in Löwen und Lüttich
- Gemeinschaft der Augustinusschwestern in Würzburg
- Kongregation der Schwestern von der hl. Elisabeth in Reinbek bei Hamburg
- Kongregation der Schwestern von der hl. Jungfrau und Martyrin Katharina (Katharinenschwestern) in Münster
- Monikaschwestern in Ingelheim am Rhein
- Kongregation der armen Schwestern von der allerseligsten und allzeit unbefleckten Jungfrau Maria (Marienschwestern) in Berlin-Lankwitz
- Orden von der Heimsuchung Mariens (Salesianerinnen)
- Schwestern vom armen Kinde Jesus in Aachen
- Schwestern vom Guten Hirten
- Schwestern vom Hl. Geist nach der Regel des hl. Augustinus in Koblenz
- Servitinnen
- Ursulinen
- Augustiner-Chorfrauen B.M.V.
- Augustinerinnen von der Barmherzigkeit Jesu in Québec (Kanada) und Paraguay
- Augustinerinnen von Meaux in Meaux (Frankreich)
- Chorfrauen vom Heiligen Grabe (Sepulchrinerinnen) in Baden-Baden